# Blackjack Cars

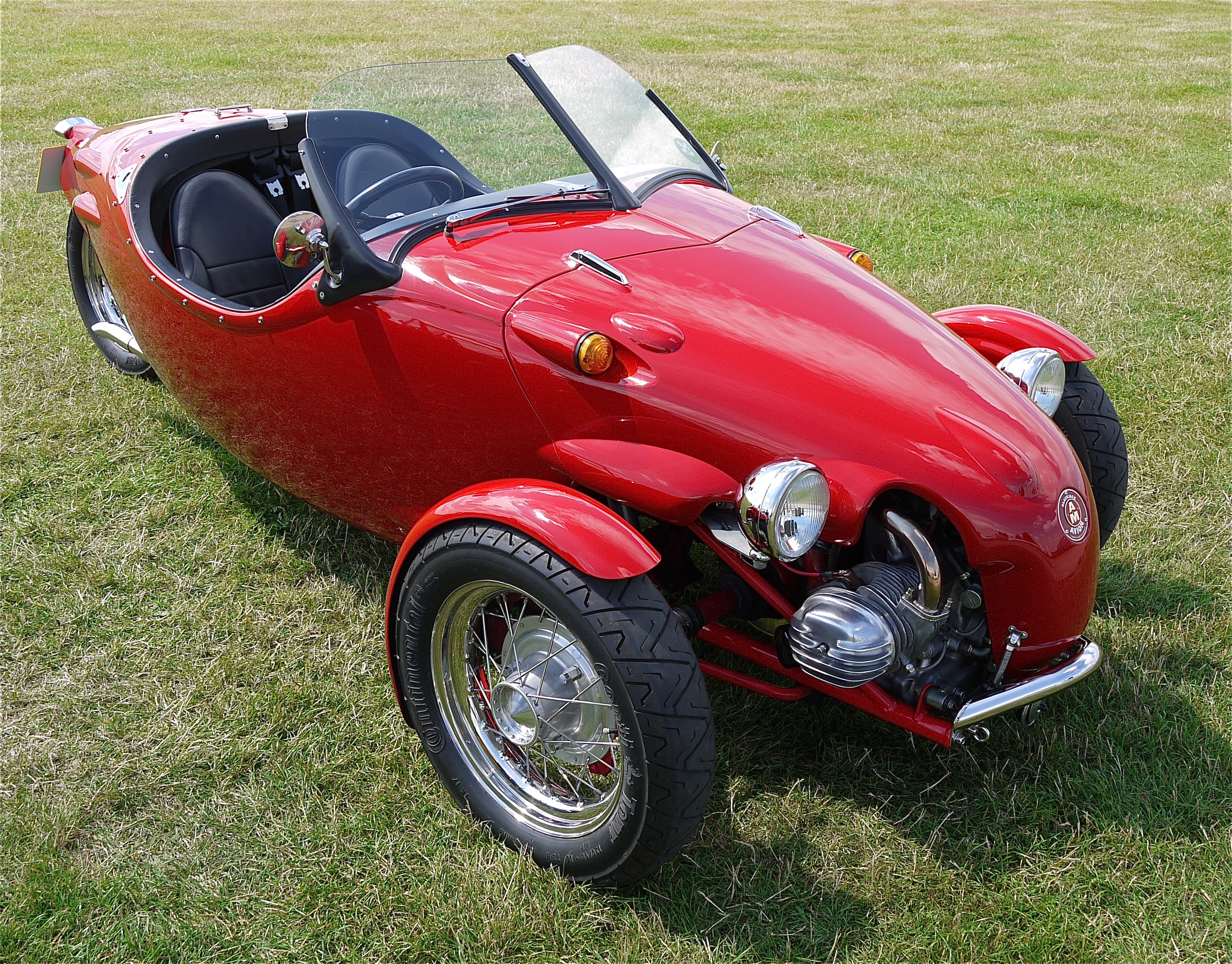
Blackjack Avion

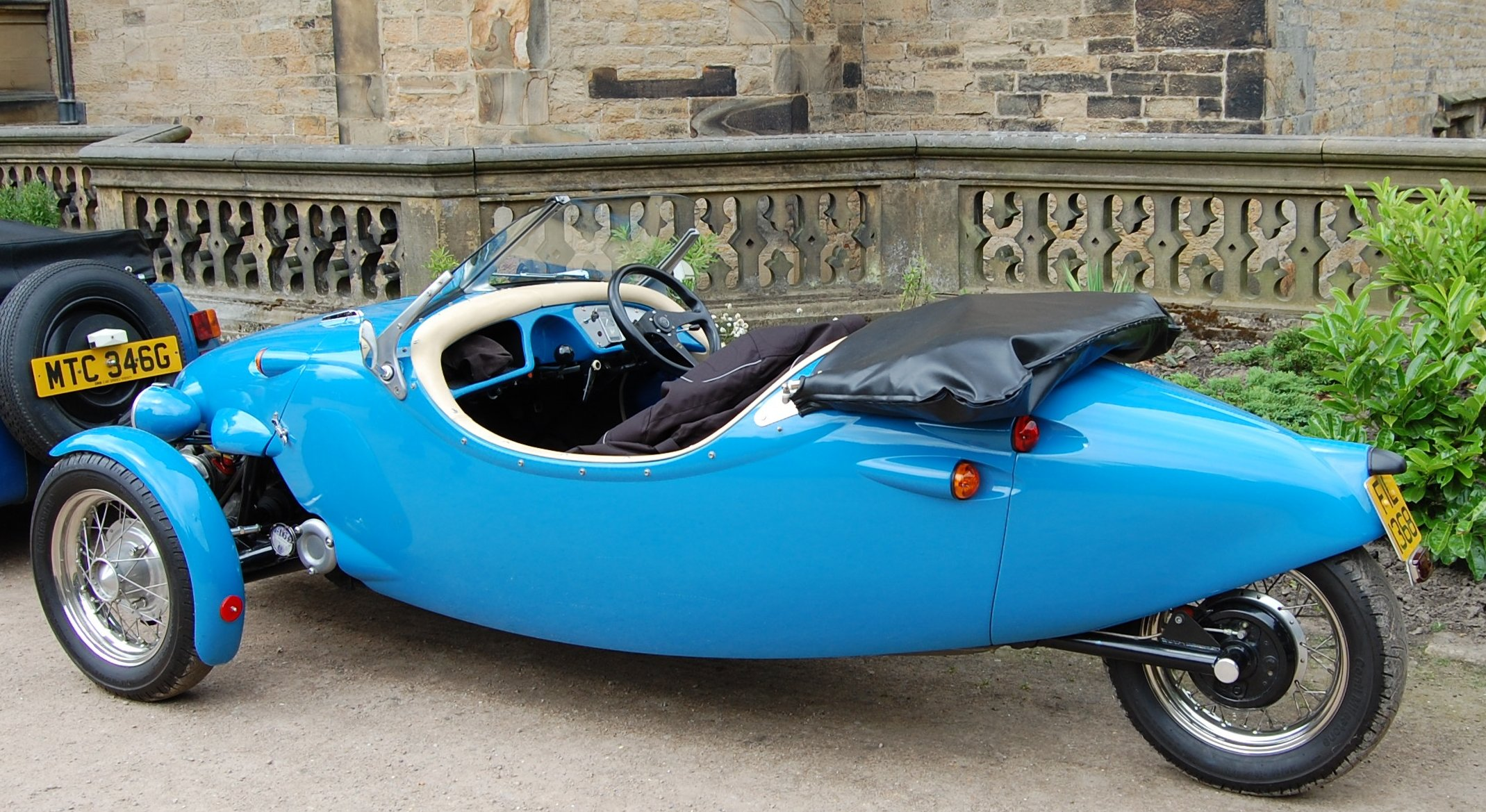
Seitenansicht

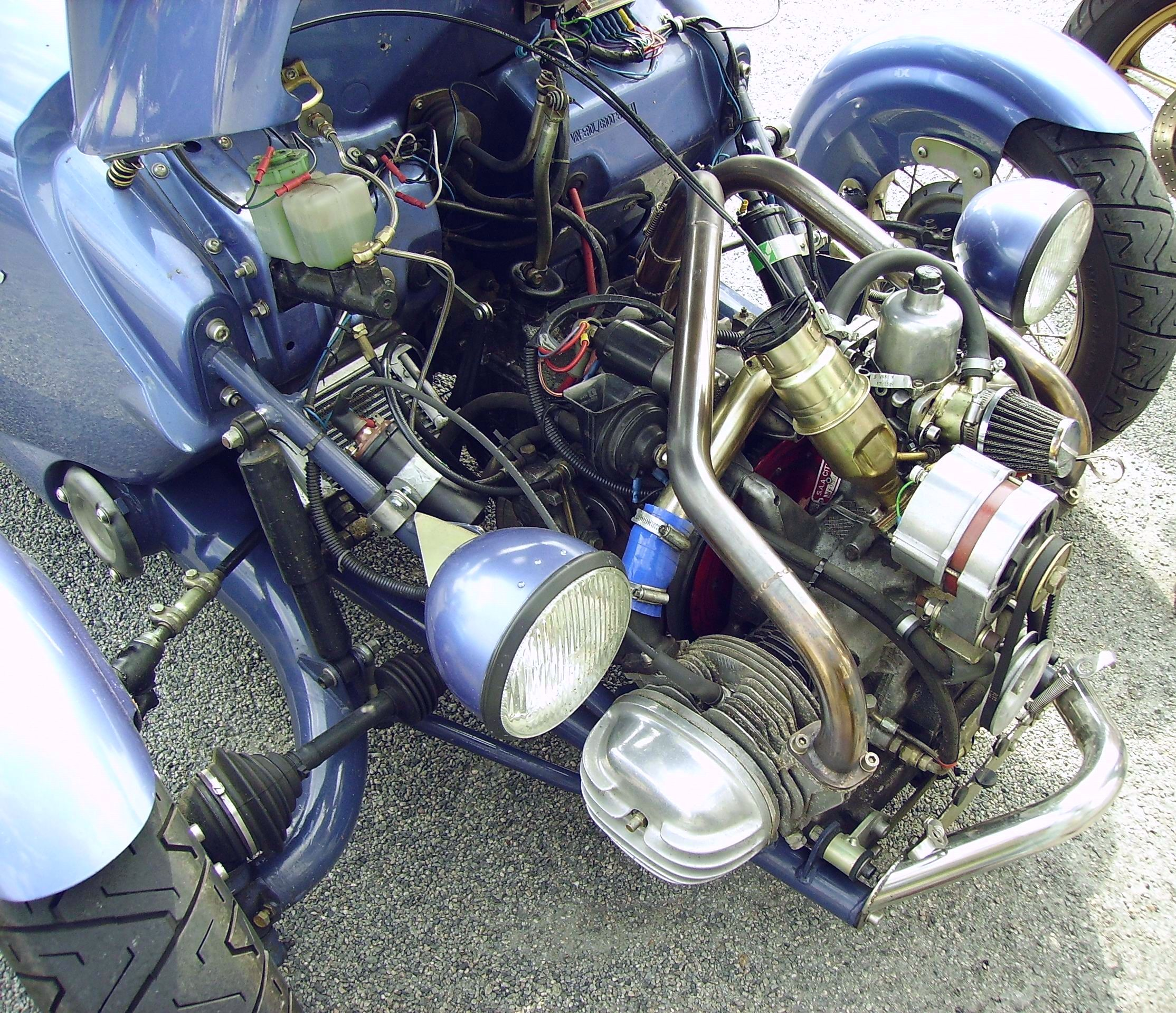
Motor

Blackjack Cars ist ein britischer Hersteller von Automobilen.

## Unternehmensgeschichte
Richard Oakes gründete 1996 das Unternehmen in Helston in der Grafschaft Cornwall. Er begann mit der Produktion von Automobilen und Kits. Der Markenname lautet Blackjack. Insgesamt entstanden bisher etwa 85 Exemplare.

## Fahrzeuge
Das erste Modell war der Avion. Dies war ein Dreirad mit hinterem Einzelrad. Ein Rohrrahmen aus Stahl bildete die Basis. Ein Zweizylindermotor vom Citroën 2 CV trieb das Fahrzeug an. Die offene türlose Karosserie bot Platz für zwei Personen. Bis 2005 entstanden etwa 70 Exemplare.
Seit 2005 steht der Zero im Angebot. Er ist ähnlich aufgebaut, hat aber einen stärkeren Motor. Zunächst war es ein luftgekühlter Vierzylinder-Boxermotor vom VW Käfer und seit 2008 ein Motorradmotor von Moto Guzzi.